# Вэнь Идо
Вэнь Идо́ (кит. трад. 聞一多, упр. 闻一多, пиньинь Wén Yīduō, 2 ноября 1899 — 15 июля 1946) — китайский поэт, литературовед, публицист.
Имя при рождении — Вэнь Цзяхуа (кит. трад. 聞家驊, упр. 闻家骅, пиньинь Wén Jiāhuá).
Его работа над текстами «Шицзин» и «Чу цы» («Чуских строф») считается важным вкладом в китайскую текстологию.

## Биография
Родился 2 ноября 1899 года в уезде Цишуй провинции Хубэй в семье помещика.
Начал печататься в 1916 году.
Окончил Университет Цинхуа.

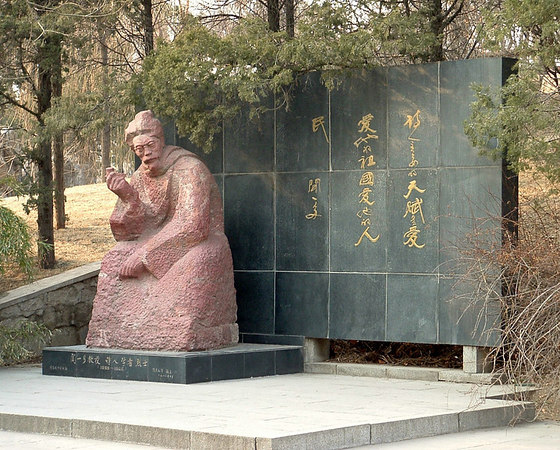
Статуя Вэнь Идо в Университете Цинхуа

В 1922 году уехал изучать литературу и живопись в США.
Вернувшись в 1925 году, читал курсы литературы в университетах Китая.
Изучал творчество Тянь Цзяня, китайскую мифологию, памятники древней культуры.
Вэнь Идо придерживался демократических взглядов и с 1944 года был активистом Демократической лиги Китая. Он был убит тайными агентами Чан Кайши за критику авторитарных порядков, устанавливаемых националистами.

## Сборники стихов
- «Красная свеча» (кит. 紅蠋; 1923)
- «Мёртвая вода» (кит. 死水; 1928)

## На русском языке
- Вэнь И-до. Избранное. М., 1960.
- Вэнь И-до. Думы о хризантеме / [Отв. ред. Л. З. Эйдлин]; Пер. с кит. Г. Ярославцева ; [Вступ. ст. и примеч. В. Т.Сухорукова ; АН СССР, Ин-т Востоковедения]. - М.: Наука, 1973 - 183 с.; 10 000 экз.